# Malherbe-sur-Ajon
Malherbe-sur-Ajon é uma comuna francesa na região administrativa da Normandia, no departamento de Calvados. Estende-se por uma área de 11,77 km². Em 2010 a comuna tinha 571 habitantes (densidade: 48,5 hab./km²).
A municipalidade foi estabelecida em 1 de janeiro de 2016 e consiste na fusão das antigas comunas de Banneville-sur-Ajon e Saint-Agnan-le-Malherbe.